# Championnat du Guatemala de football 1996-1997
Navigation
Saison précédente Saison suivante
La Liga Nacional 1996-1997 est la quarante-cinquième édition de la première division guatémaltèque.
Lors de ce tournoi, le Xelaju MC a tenté de conserver son titre de champion du Guatemala face aux onze meilleurs clubs guatémaltèques.
Chacun des douze clubs participant était confronté deux fois aux onze autres équipes. Puis les six meilleurs et les six derniers se sont affrontés deux fois de plus lors de la seconde phase du championnat. Enfin le leader de la première et de la seconde phase finale se sont affrontaient en fin de saison pour désigner le champion.
Seulement deux places étaient qualificatives pour la Coupe des champions de la CONCACAF, trois places pour le Tournoi des Géants d'Amérique Centrale et deux places pour la Coupe des vainqueurs de coupe de la CONCACAF attribuées au vainqueur et au finaliste de la Copa de Guatemala.

## Les 12 clubs participants
| \| Guatemala: Aurora FC Azucareros CSD Comunicaciones CSD Municipal Deportivo Amatitlán Guatemala Juventud Escuintleca Izabal JC Tally Juventud Catolica Guatemala CSD Sacachispas Deportivo Suchitepéquez Izabal JC Tally Juventud Catolica Xelaju MC Deportivo Zacapa \| Localisation des clubs engagés dans le championnat. |
| Guatemala: Aurora FC Azucareros CSD Comunicaciones CSD Municipal Deportivo Amatitlán Guatemala Juventud Escuintleca Izabal JC Tally Juventud Catolica Guatemala CSD Sacachispas Deportivo Suchitepéquez Izabal JC Tally Juventud Catolica Xelaju MC Deportivo Zacapa                                                           |

Ce tableau présente les douze équipes qualifiées pour disputer le championnat 1996-1997. On y trouve le nom des clubs, le nom des stades dans lesquels ils évoluent ainsi que la capacité et la localisation de ces derniers.
| Club                    | Stade                        | Capacité          | Ville          |
| Deportivo Amatitlán     | Stade Municipal Amatitlan    | 12 000            | Amatitlán      |
| Aurora FC               | Stade de l'Ejército          | 13 300            | Guatemala City |
| Azucareros              | Stade inconnu                | Capacité inconnue | Guatemala City |
| CSD Comunicaciones      | Stade Mateo Flores           | 30 000            | Guatemala City |
| Juventud Escuintleca    | Stade Ricardo Muñoz Gálvez   | 3 000             | Escuintla      |
| Izabal JC (en)          | Stade Roy Fearon             | 8 000             | Puerto Barrios |
| CSD Municipal           | Stade Mateo Flores           | 30 000            | Guatemala City |
| CSD Sacachispas (en)    | Stade Las Victorias          | 9 000             | Chiquimula     |
| Deportivo Suchitepéquez | Stade Carlos Salazar Hijo    | 12 000            | Mazatenango    |
| Tally Juventud Catolica | Stade inconnu                | Capacité inconnue | Puerto Barrios |
| Xelaju MC               | Stade Mario Camposeco        | 11 000            | Quetzaltenango |
| Deportivo Zacapa        | Stade David Ordoñez Bardales | 10 000            | Zacapa         |

## Compétition
La compétition se déroule en trois phases:
- Le phase régulière : vingt-deux journées de championnat.
- La seconde phase : dix journées de championnat entre les six meilleures et les six moins bonnes équipes de la phase régulière.
- La finale : si le leader de la phase régulière et de la seconde phase sont différents, les deux équipes s'affrontent pour désigner le champion de la saison.

### Phase régulière
Lors de la phase régulière les douze équipes affrontent à deux reprises les onze autres équipes selon un calendrier tiré aléatoirement.
Les six meilleures équipes sont qualifiées pour le groupe des champions et les six moins bonnes pour le groupe de relégation.
Le premier est également qualifié pour la finale du championnat et pour le Tournoi des Géants d'Amérique Centrale 1998 (en) alors que les deux suivant le sont uniquement pour la compétition centraméricaine.
Le classement est établi sur le barème de points classique (victoire à 3 points, match nul à 1, défaite à 0).
Le départage final se fait selon les critères suivants :
- Le nombre de points.
- La différence de buts générale.
- Le nombre de buts marqué.

#### Classement
| Rang | Équipe                  | Pts | J  | G  | N | P  | Bp | Bc | Diff |
| ---- | ----------------------- | --- | -- | -- | - | -- | -- | -- | ---- |
| 1    | Aurora FC               | 39  | 22 | 10 | 9 | 3  | 33 | 18 | +15  |
| 2    | CSD Municipal           | 37  | 22 | 10 | 7 | 5  | 22 | 15 | +7   |
| 3    | CSD Comunicaciones      | 37  | 22 | 11 | 4 | 7  | 40 | 25 | +15  |
| 4    | Tally Juventud Catolica | 32  | 22 | 9  | 5 | 8  | 30 | 30 | 0    |
| 5    | Deportivo Suchitepéquez | 32  | 22 | 8  | 8 | 6  | 27 | 31 | -4   |
| 6    | Azucareros P            | 30  | 22 | 7  | 9 | 6  | 25 | 19 | +6   |
| 7    | Deportivo Zacapa P      | 30  | 22 | 7  | 9 | 6  | 35 | 30 | +5   |
| 8    | Juventud Escuintleca    | 30  | 22 | 7  | 9 | 6  | 22 | 22 | 0    |
| 9    | Xelaju MC T             | 29  | 22 | 8  | 5 | 9  | 28 | 28 | 0    |
| 10   | Deportivo Amatitlán     | 29  | 22 | 8  | 5 | 9  | 31 | 34 | -3   |
| 11   | CSD Sacachispas (en)    | 19  | 22 | 4  | 7 | 11 | 13 | 30 | -17  |
| 12   | Izabal JC (en)          | 11  | 22 | 2  | 5 | 15 | 14 | 38 | -24  |

| Légende : Qualifications et relégations | Légende : Qualifications et relégations                                                                        |
| --------------------------------------- | --- |
|                                         | Tournoi des Géants d'Amérique Centrale 1998 (en) (Phase de groupes) Qualifié pour le groupe des champions      |
|                                         | Tournoi des Géants d'Amérique Centrale 1998 (en) (Tour de qualification) Qualifié pour le groupe des champions |
|                                         | Qualifié pour le groupe des champions                                                                          |
|                                         | Qualifié pour le groupe de relégation                                                                          |
|                                         | T Tenant du titre P Promu de la saison 1995-1996                                                               |

#### Matchs
| Résultats (▼dom., ►ext.)                                   | Ama | Aur | Azu | Com | Esc | Iza | Mun | Sac | Suc | Tal | Xel | Zac |
| Deportivo Amatitlán                                        |     | 1-2 | 0-5 | 3-3 | 0-1 | 2-0 | 1-0 | 0-1 | 1-0 | 3-1 | 3-0 | 3-3 |
| Aurora FC                                                  | 2-2 |     | 0-0 | 2-0 | 1-0 | 2-0 | 0-0 | 7-1 | 1-0 | 2-1 | 3-1 | 1-0 |
| Azucareros                                                 | 0-2 | 0-0 |     | 0-2 | 1-1 | 1-0 | 1-2 | 4-3 | 3-1 | 1-0 | 1-1 | 4-0 |
| CSD Comunicaciones                                         | 3-0 | 3-2 | 1-0 |     | 0-0 | 5-2 | 1-2 | 3-0 | 0-1 | 5-0 | 3-1 | 3-2 |
| Juventud Escuintleca                                       | 3-2 | 0-0 | 0-0 | 2-2 |     | 3-1 | 1-0 | 2-2 | 1-1 | 2-1 | 1-0 | 1-3 |
| Izabal JC (en)                                             | 0-2 | 2-1 | 1-1 | 1-2 | 0-1 |     | 1-1 | 0-0 | 1-1 | 0-2 | 1-0 | 1-2 |
| CSD Municipal                                              | 2-1 | 1-1 | 0-1 | 1-0 | 2-2 | 1-0 |     | 1-0 | 4-0 | 0-1 | 1-0 | 1-1 |
| CSD Sacachispas (en)                                       | 0-1 | 0-0 | 0-0 | 0-1 | 2-0 | 1-0 | 1-1 |     | 0-1 | 1-3 | 1-1 | 0-0 |
| Deportivo Suchitepéquez                                    | 1-1 | 3-2 | 1-1 | 1-1 | 1-0 | 1-1 | 0-1 | 2-0 |     | 2-2 | 3-1 | 2-1 |
| Tally Juventud Catolica                                    | 2-1 | 0-1 | 1-0 | 2-1 | 1-1 | 2-1 | 2-0 | 3-0 | 2-2 |     | 0-1 | 1-1 |
| Xelaju MC                                                  | 3-0 | 3-3 | 0-0 | 1-0 | 1-0 | 4-1 | 0-1 | 1-0 | 1-2 | 3-1 |     | 3-1 |
| Deportivo Zacapa                                           | 2-2 | 0-0 | 3-1 | 2-1 | 1-0 | 3-0 | 0-0 | 0-1 | 6-1 | 2-2 | 2-2 |     |
| - Victoire à domicile - Match nul - Victoire à l'extérieur |     |     |     |     |     |     |     |     |     |     |     |     |

### Seconde phase
Lors de la seconde phase les six équipes de chaque groupe affrontent à deux reprises les cinq autres équipes de leur groupe selon un calendrier tiré aléatoirement.
Le premier du groupe des champions est qualifié pour la finale du championnat.
Le dernier du groupe de relégation est directement relégué en Primera División de Guatemala alors que les trois clubs le précédents passe par des barrages face à des clubs de seconde division.
Le classement est établi sur le barème de points classique (victoire à 3 points, match nul à 1, défaite à 0).
Le départage final se fait selon les critères suivants :
- Le nombre de points.
- La différence de buts générale.
- Le nombre de buts marqué.

#### Classement
| Rang | Équipe                  | Pts | J  | G | N | P | Bp | Bc | Diff |
| ---- | ----------------------- | --- | -- | - | - | - | -- | -- | ---- |
| 1    | CSD Comunicaciones      | 24  | 10 | 7 | 3 | 0 | 23 | 8  | +15  |
| 2    | CSD Municipal           | 17  | 10 | 5 | 2 | 3 | 12 | 12 | 0    |
| 3    | Tally Juventud Catolica | 14  | 10 | 4 | 2 | 4 | 16 | 14 | +2   |
| 4    | Azucareros P            | 13  | 10 | 3 | 4 | 3 | 21 | 20 | +1   |
| 5    | Aurora FC               | 8   | 10 | 1 | 5 | 4 | 16 | 18 | -2   |
| 6    | Deportivo Suchitepéquez | 4   | 10 | 0 | 4 | 6 | 4  | 20 | -16  |

| Rang | Équipe               | Pts | J  | G | N | P | Bp | Bc | Diff |
| ---- | -------------------- | --- | -- | - | - | - | -- | -- | ---- |
| 1    | Deportivo Zacapa P   | 22  | 10 | 6 | 4 | 0 | 19 | 9  | +10  |
| 2    | Xelaju MC T          | 19  | 10 | 5 | 4 | 1 | 17 | 8  | +9   |
| 3    | Deportivo Amatitlán  | 14  | 10 | 4 | 2 | 4 | 12 | 14 | -2   |
| 4    | CSD Sacachispas (en) | 10  | 10 | 2 | 4 | 4 | 12 | 14 | -2   |
| 5    | Juventud Escuintleca | 9   | 10 | 2 | 3 | 5 | 13 | 16 | -3   |
| 6    | Izabal JC (en)       | 7   | 10 | 2 | 1 | 7 | 11 | 23 | -12  |

| Légende : Qualifications et relégations | Légende : Qualifications et relégations                                    |
| --------------------------------------- | -------------------------------------------------------------------------- |
|                                         | Coupe des champions de la CONCACAF 1998 (1er Tour de qualification)        |
|                                         | Coupe des vainqueurs de coupe de la CONCACAF 1997 (Phase de qualification) |
|                                         | Qualifié pour les barrages de promotion/relégation                         |
|                                         | Relégué en Primera División de Guatemala                                   |
|                                         | T Tenant du titre P Promu de la saison 1995-1996                           |

#### Matchs
| Résultats (▼dom., ►ext.)                                   | Aur | Cob | Com | Mun | Suc | Xel |
| Aurora FC                                                  |     | 1-0 | 0-1 | 2-1 | 1-1 | 1-1 |
| Cobán Imperial                                             | 2-3 |     | 0-0 | 2-0 | 6-2 | 1-0 |
| CSD Comunicaciones                                         | 1-1 | 5-1 |     | 2-3 | 1-0 | 2-1 |
| CSD Municipal                                              | 1-1 | 0-0 | 1-2 |     | 4-2 | 2-0 |
| Deportivo Suchitepéquez                                    | 1-2 | 2-0 | 0-2 | 2-0 |     | 2-3 |
| Xelaju MC                                                  | 0-1 | 1-1 | 0-3 | 1-0 | 3-0 |     |
| - Victoire à domicile - Match nul - Victoire à l'extérieur |     |     |     |     |     |     |

| Résultats (▼dom., ►ext.)                                   | Azu | Chi | Esc | Sac | Tal | Zac |
| Azucareros                                                 |     | 3-0 | 2-1 | 3-3 | 4-1 | 1-1 |
| CD Chimaltenango                                           | 1-2 |     | 0-1 | 2-0 | 0-0 | 1-1 |
| Juventud Escuintleca                                       | 2-1 | 0-1 |     | 2-2 | 2-4 | 1-1 |
| CSD Sacachispas (en)                                       | 1-0 | 1-0 | 2-2 |     | 1-1 | 1-0 |
| Tally Juventud Catolica                                    | 4-0 | 2-0 | 1-1 | 3-0 |     | 1-1 |
| Deportivo Zacapa                                           | 0-0 | 3-1 | 4-1 | 2-0 | 0-0 |     |
| - Victoire à domicile - Match nul - Victoire à l'extérieur |     |     |     |     |     |     |

### Barrages de promotion/relégation
Les troisième, quatrième et cinquième du groupe de relégation affrontent respectivement les quatrième, troisième et deuxième de la Primera División de Guatemala. En cas d'égalité une prolongation et une séance de tirs au but ont éventuellement lieu.
| Club                 | Aller | Retour | Club                      | Commentaire |
| Deportivo Amatitlán  | 0-3   | 1-0    | CD Chimaltenango          |             |
| CSD Sacachispas (en) | 2-0   | 0-0    | Antigua GFC               |             |
| Juventud Escuintleca | 1-0   | 1-1    | Deportivo Coatepeque (en) |             |

### Finale
Le vainqueur de la finale est sacré champion du Guatemala et participe à ce titre au Campeón de Campeones en début de saison suivante.
| Match aller | CSD Comunicaciones                   | 2:0   | Aurora FC | Stade Mateo Flores |  |
| 8 juin 1997 | 28e Milton Nunez · 68e Floyd Guthrie | (1:0) |           |                    |  |

| Match retour | Aurora FC            | 1:3   | CSD Comunicaciones                                     | Stade Mateo Flores   |                      |
| 15 juin 1997 | 55e Moises Canalonga | (0:2) | 32e Milton Nunez · 44e Niclas Suazo · 53e Niclas Suazo | Spectateurs : 20 000 | Spectateurs : 20 000 |

## Bilan du tournoi
| Championnat du Guatemala de football 1996-1997                           |                     |
| Champion                                                                 | CSD Comunicaciones  |
| Dauphin                                                                  | Aurora FC           |
| Coupes et trophées                                                       |                     |
| Vainqueur Copa de Guatemala                                              | Deportivo Amatitlán |
| Qualifications continentales                                             |                     |
| Coupe des champions1998 (Premier tour de qualification)                  | Aurora FC           |
| Coupe des champions1998 (Premier tour de qualification)                  | CSD Comunicaciones  |
| Coupe des coupes 1997 (Phase de qualification)                           | Deportivo Amatitlán |
| Coupe des coupes 1997 (Phase de qualification)                           | CSD Municipal       |
| Tournoi des Géants d'Amérique Centrale 1998 (en) (Phase de groupes)      | Aurora FC           |
| Tournoi des Géants d'Amérique Centrale 1998 (en) (Phase de groupes)      | CSD Municipal       |
| Tournoi des Géants d'Amérique Centrale 1998 (en) (Tour de qualification) | CSD Comunicaciones  |
| Promotions et relégations                                                |                     |
| Promus en Championnat du Guatemala de football                           | CD Chimaltenango    |
| Promus en Championnat du Guatemala de football                           | Cobán Imperial      |
| Relégués en Championnat du Guatemala de football de deuxième division    | Izabal JC (en)      |
| Relégués en Championnat du Guatemala de football de deuxième division    | Deportivo Amatitlán |